# Sigfrid Öberg
Sigfrid Emil „Sigge” Öberg (Svédország, Stockholm, 1907. február 22. – Svédország, Stockholm, 1949. április 2.) olimpiai és világbajnoki ezüstérmes, Európa-bajnok, országos bajnok svéd jégkorongozó, bandyjátékos.
Az 1928. évi téli olimpiai játékokon játszott a jégkorongtornán és ezüstérmes lett a svéd csapattal. A B csoportba kerültek, ahol először a csehszlovákokat verték 3–0-ra, majd a lengyelekkel játszottak 2–2-es döntetlent. A csoportból első helyen tovább jutottak a négyesdöntőbe. Itt az első mérkőzésen 11–0-as vereséget szenvedtek a kanadaiaktól, Svájcot megverték 4–0-ra, végül a briteket 3–0-re. Az olimpia egyszerre volt világ- és Európa-bajnokság is. Így világbajnoki ezüstérmes és Európa-bajnok lett.
Az 1931-es jégkorong-világbajnokságon 6. lett és ez Európa-bajnokságnak is számított, ahol 4. lett. Az utolsó külön tartott jégkorong-Európa-bajnokságon az 1932-es jégkorong-Európa-bajnokságon Európa-bajnok lett.
Klubcsapata a Hammarby IF volt. 1925 és 1937 között volt kerettag és 1932-ben, 1933-ban, 1936-ban és 1937-ben svéd bajnoki címet nyert.